# Тукаспадак
Тукаспадак (twk'sp'δ'k, д/н — 698) — 3-й іхшид (володар) Согда в 690—698 роках. У китайських джерелах — Дусаботі або Дудоботі.

## Життєпис
Син іхшида Вархумана. Спадкував владу близько 690 року. Уклав союз із бухархудатом Тугшадою. Нове послаблення західних тюрок використав для здобуття повної самостійності. 695 року визнаний танським урядом. У 690-х роках спільно з Берхан-хатун, регентшею Бухари, й Алту-чором, іхшидом Фергани, виступив на підтримку присирдар'їнських міст,  що повстали проти влади Кангарського плем'яного союзу. 
Помер Тукаспадак 698 року за невідомих обставин, можливо, під час якоїсь епідемії. Йому спадкував брат Мастан-Нав'ян.